# Takeshi Natori
Takeshi Natori (名取 武, Natori Takeshi) was een Japans voetballer die als aanvaller speelde.

## Japans voetbalelftal
Takeshi Natori maakte op 20 mei 1934 zijn debuut in het Japans voetbalelftal tijdens een Spelen van het Verre Oosten tegen China. Takeshi Natori debuteerde in 1934 in het Japans nationaal elftal en speelde 1 interland, waarin hij 1 keer scoorde.

## Statistieken
| Japans voetbalelftal | Japans voetbalelftal | Japans voetbalelftal |
| Jaar                 | Wed.                 | Dlp.                 |
| -------------------- | -------------------- | -------------------- |
| 1934                 | 1                    | 1                    |
| Totaal               | 1                    | 1                    |